# روسا سوبتورنو توبيتي
روزا سبوتورنو توبيتي (قرطاجنة، 23 أبريل 1884 – مدريد، 24 سبتمبر 1980) كانت مُترجمة وناشطة نسوية إسبانية، وزوجة الفيلسوف خوسيه أورتيغا إي غاسيت.
تنحدر روزا سبوتورنو من أسرة تنتمي إلى الطبقة الراقية في قرطاجنة. كان والدها، خوان سبوتورنو بيينيرت، وزيرًا قضائيًا في السلك القانوني للبحرية، وهو ابن بارتولومي سبوتورنو وماريا، الذي شغل منصب عمدة قرطاجنة في عدة مناسبات، كما كان رجل أعمال بارزًا. أما والدتها، خوسيفينا توبيتي كافايّون، فكانت ابنة نائب الأميرال المعروف رامون توبيتي إي كاربايو.
تزوجت من الفيلسوف في 7 أبريل 1910، وهي في السادسة والعشرين من عمرها. وقد أثمر هذا الزواج عن ثلاثة أبناء: ميغيل أنخيل أورتيغا سبوتورنو، الذي درس الطب، وخوسيه، وسوليداد.
كانت صديقة لكل من ماريا مارتوس، وزينوبيا كامبروبي، وأماليا غالاراغا، وشاركت معهن في تأسيس نادي ليزيوم النسائي.
وبفضل تعليمها، كانت شبه متقنة للغة الفرنسية، الأمر الذي أتاح لها العمل في مجال الترجمة، حيث ترجمت أعمالًا لعدد من الكاتبات، منهن ألكسندرا دافيد-نيل.